# (4211) Rosniblett
(4211) Rosniblett (1987 RT) – planetoida z pasa głównego asteroid okrążająca Słońce w ciągu 5,71 lat w średniej odległości 3,19 j.a. Odkryta 12 września 1987 roku.